# Bloedbad van Přerov
Het bloedbad van Přerov vond plaats in de buurt van Horní Moštěnice tijdens de nacht van 18 op 19 juni 1945.
Leden van het 17e infanterieregiment uit Petržalka -voormalige leden van het 1e Tsjecho-Slowaakse legerkorps- onder leiding van luitenant Karol Pazúr (Krompachy ° 26 februari 1917 - Banská Bystrica † 25 april 1976) en officier Bedřich Smetana vermoordden 265 inwoners van Dobšiná, Kežmarok, Gelnica, Mlynica en Janova Lehota. De slachtoffers waren in hoofdzaak Karpaten-Duitsers, Hongaren en Slowaken. De meerderheid van de doden waren vrouwen en kinderen.

## Geschiedenis

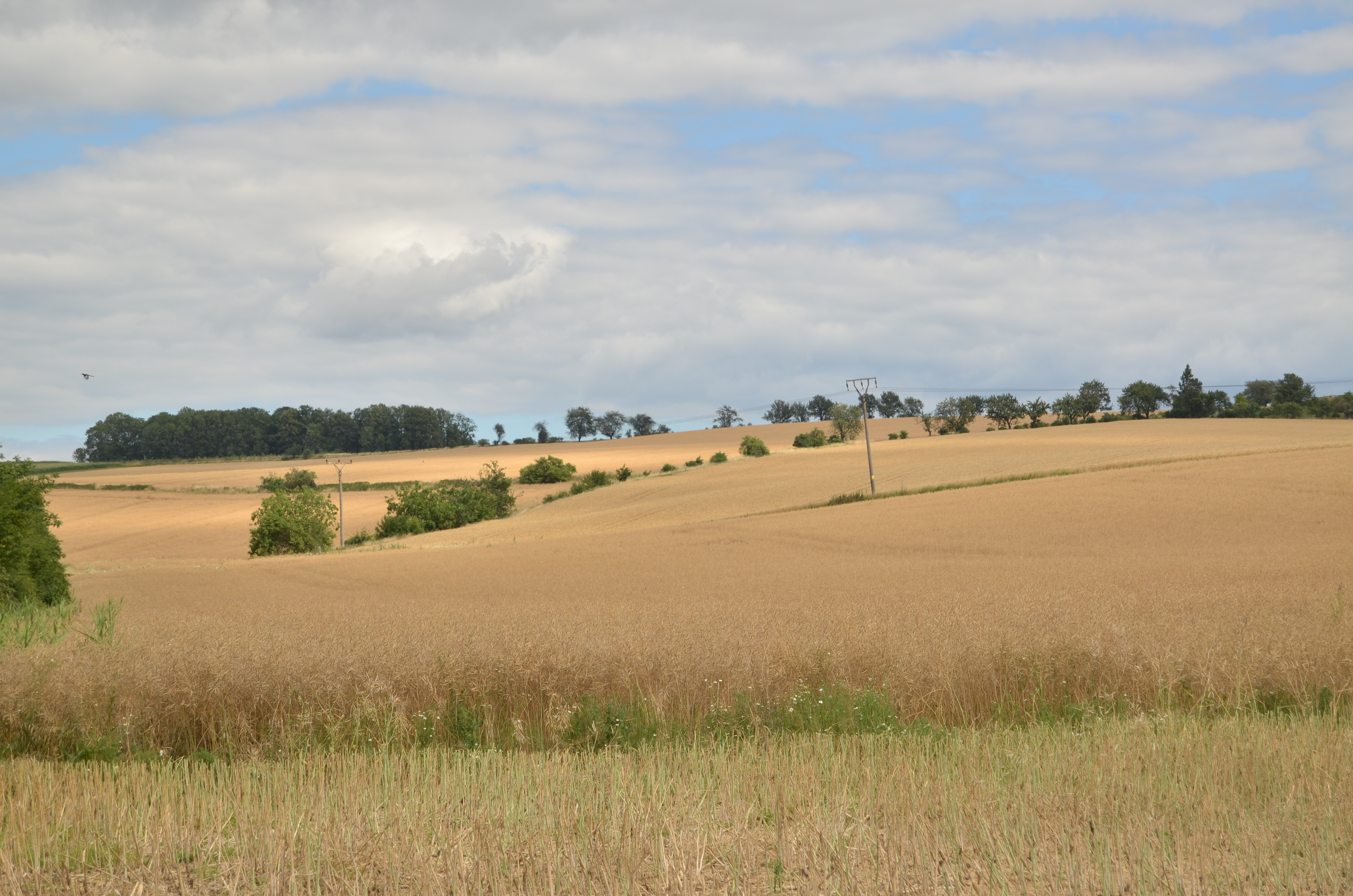
De buurt van Horní Moštěnice (Přerov) waar het bloedbad plaats vond tijdens de nacht van 18 op 19 juni 1945.

Het bloedbad vond plaats kort na de bevrijding van het door de nazi's gecreëerde Protectoraat Bohemen en Moravië door het Rode Leger. Přerov was toen deel van de Derde Tsjecho-Slowaakse Republiek.
Op 18 juni 1945 stond een militaire trein in het station van Přerov. Daarin bevonden zich soldaten die terugkeerden van een parade in Praag. Diezelfde dag omstreeks het middaguur arriveerde een andere trein. Deze was samengesteld uit zes rijtuigen met daarin Karpaten-Duitsers, Hongaren en Slowaken. De inzittenden waren een half jaar voordien, in december 1944, op bevel van de Duitse autoriteiten vanuit Slowakije overgebracht naar Noordwest-Bohemen. Ingevolge het einde van de Tweede Wereldoorlog hadden de passagiers nu de kans om naar huis terug te keren.
Onder de soldaten in de militaire trein bevonden zich Slowaakse leden van het 17e regiment, oorspronkelijk afkomstig uit Spiš, waarvan sommigen per toeval enkele repatrianten kenden. Ze wezen de andere militairen erop dat de genoemde enkelingen -ten tijde van de Slowaakse Nationale Opstand- misschien op een of andere manier niet solidair waren geweest ten overstaan van de Slowaakse staat. Daarom lieten ze die personen ondervragen.
Een aantal bronnen geeft aan dat er reeds bij aanvang geen kwestie van schuld was, maar dat luitenant Karol Pazúr de bedoeling had om enkele individuen van Duitse afkomst te vermoorden, teneinde zijn eigen niet zo goede reputatie op te schonen.
Na de ondervragingen liet Karol Pazúr samen met officier Bedřich Smetana, de meeste passagiers uit de trein stappen en begeleidde hen naar het dorp Horní Moštěnice, waar ze 's nachts allemaal -met inbegrip van een aantal zuigelingen- met machinegeweren werden neergeschoten. Pazúr nam zelf deel aan de moordpartij en schoot persoonlijk enkele baby's dood.
Nog voordat het moorden begon werd een aantal bewoners van het naburige dorp Lověšice gedwongen een massagraf te graven. Pazúr rechtvaardigde dit tegenover het plaatselijke bestuur door te zeggen dat hij een bevel had gekregen om verscheidene SS-leden te executeren. Noch het plaatselijk bestuur, noch de bewoners waren geneigd om de putten te graven en ze wachtten zo lang mogelijk, maar ze moesten uiteindelijk toch de nodige mankracht leveren. Pazúr kreeg pas genoeg arbeiders nadat hij gedreigd had degenen neer te schieten die niet wilden meewerken.
Voorafgaand aan de moord werden de slachtoffers gedwongen zich uit te kleden tot op hun ondergoed. Vervolgens werden ze in kleine groepjes neergeschoten. In tussentijd zonderde Pazúr de kinderen af van hun ouders en plaatste ze in een aantal groepjes die op hun beurt wachtten om te worden neergeschoten. Een van de getuigen verklaarde dat hij een zesjarig kind in het Slowaaks had horen smeken om neergeschoten te worden, omdat hij naar zijn moeder wilde. In één geval liet Pazúr een vrouw neerschieten die twee kinderen in haar armen had (ongeveer anderhalf jaar oud), en toen de dode vrouw in een halfvol graf viel met beide nog in leven zijnde kinderen, luisterde Pazúr een tijdje naar hun geschreeuw voordat hij ze beiden neerschoot.

## Onderzoek en proces

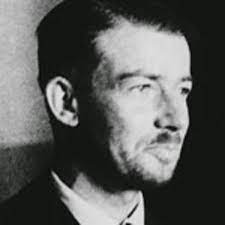
Karol Pazúr

Kort na het einde van de moordpartij kwamen Tsjechische officieren uit Přerov ter plaatse. Op de avond van 19 juli gaf de commandant van het Sovjetgarnizoen in Přerov, F. Popov, het bevel om Karol Pazúr te arresteren, maar deze was reeds naar Slowakije vertrokken en zei in een telefoongesprek met Popov dat alles in orde was, dat het een zaak was voor de Tsjecho-Slowaakse autoriteiten en dat Popov zich daar niet mee moest bemoeien. Rapporten van het onderzoek werden naar de legerleiding en de veiligheidsdiensten gestuurd, maar de zaak werd niet behandeld. Pazúr werd kort na het bloedbad zelfs gedecoreerd en gepromoveerd tot de rang van eerste luitenant. Pas in 1947, toen er in de pers over de zaak werd geschreven, begon een uitgebreid onderzoek. De enige beklaagde was Pazúr zelf, wiens persoonlijkheid en psychologische beoordeling werd samengevat in één zin: ... "dat Pazúr een moreel inferieur persoon was, die wel verantwoordelijk was voor zijn daden".
Het feit dat Pazúr persoonlijk deelnam aan de excecuties en zelfs kinderen neerschoot, werd naderhand door de rechtbank bewezen geacht. Daarbij werd de oorspronkelijke versie van Pazúr weerlegd, waarin hij beweerde dat hij op de plaats van het bloedbad geen kleine kinderen had gezien. Pazúr gaf uiteindelijk toe -onder de druk van het bewijsmateriaal- dat hij de baby's had neergeschoten en "rechtvaardigde" hun dood als volgt: "Wat moest ik met ze doen nadat we hun ouders hadden gedood?"
Later werd voorgewend dat de repatrianten allen geïdentificeerd waren als Duitsers en als dienaren van het nazisme. Maar uit het onderzoek bleek achteraf dat veel van de ondervraagden bewijzen van integriteit evenals Slowaakse identiteitsdocumenten bij zich hadden. Sommigen hadden zelfs een certificaat dat ze de Slowaakse Nationale Opstand hadden gesteund. De rechtbanken achtten het bewezen dat deze documenten aan Pazúr waren voorgelegd. Men was overtuigd dat Pazúr zijn onwetendheid veinsde en dat zijn beweringen niet overeenkwamen met de werkelijkheid.
Tijdens zijn proces loog Pazúr schaamteloos en herhaaldelijk. Hij beweerde dat "alle geëxecuteerden Duitsers waren en collaborateurs van het nazisme", dat "hij ervan overtuigd was dat hij alleen aanhangers van het nazisme had geëxecuteerde of fascisten zelf", dat "hij geen kleine kinderen zag", dat "de jongste geëxecuteerden leden waren van de Hitlerjugend" (dit wil zeggen: ten minste 14 jaar oud), en dat "zijn proces een aanval op de Communistische Partij was". Onder de druk van het bewijsmateriaal moest hij zijn leugens opgeven; bovendien kwam tijdens het proces zijn eigen verleden -dat ver van rooskleurig was- boven water (1943). Pazúrs broer was eerst een Hongaarse spion en daarna vrijwilliger bij de SS. Zijn zus was een Duitse spionne, en Pazúr had zich zich voordien gemeld als vrijwilliger om in de Duitse oorlogsindustrie te werken. Later was hij kandidaat aan het Oostfront om tegen de bolsjewieken te vechten.
Beweringen dat verraders en nazi-activisten onder de doden waren, bleken niet bewezen. De getuigen beweerden dat slechts acht mannen tijdens de ondervraging vóór de executie hadden bekend, dat ze tot de Hlinka-garde behoorden, wat geen relevante reden was voor het doodvonnis. Pazúr was trouwens zelf lid geweest van de Hlinka-garde. Integendeel, het bleek dat onder de vermoorden ook verscheidene anti-nazi's waren die actief de partizanen alsook de Slowaakse Nationale Opstand hadden gesteund, en dat dertig mensen de Slowaakse nationaliteit hadden.
Het Ministerie van Landsverdediging en de rechtbank waren het erover eens, enerzijds dat Pazúrs misdaad bewust de dood tot gevolg had voor kinderen en onschuldige mensen met de Slowaakse nationaliteit, en anderzijds dat hij door zijn daad probeerde zijn eigen collaboratieverleden te camoufleren.
Pazúr werd door de Hoge Militaire Rechtbank in Bratislava veroordeeld tot een gevangenisstraf van 7 jaar en 6 maanden. Zowel hijzelf als de officier van justitie Anton Rašla (Pavlice °15 september 1911 - Bratislava † 17 mei 2007) gingen in beroep, waarna de straf van Pazúr in 1949 door het Militaire Hooggerechtshof in Praag werd verhoogd tot 20 jaar gevangenisstraf.
Omdat Pazúr bevriend was met een aantal communistische leiders die herhaaldelijk in zijn voordeel pleitten, werd zijn straf door Klement Gottwald (ingevolge aanbeveling door Bedřich Reichin) gehalveerd.
In 1951, na twee jaar gevangenschap, werd Pazúr als gevolg van een amnestiemaatregel vrijgelaten. In de daaropvolgende jaren was hij een hoge functionaris van de Unie van Antifascistische Strijders.
Militair aanklager Anton Rašla, die tijdens het proces een hoge straf had geëist voor Pazúr, werd later zelf gevangengezet door het communistische regime. Tegen het einde van zijn leven herinnerde Anton Rašla zich zijn laatste ontmoeting met Pazúr tijdens een militaire parade. Pazúr benaderde hem met een uitgestrekte hand en zei: "Ik vergeef je, het was toen zo'n tijd...".
Bedřich Smetana -mede-organisator van het bloedbad- werd veroordeeld voor andere massamoorden die hij voordien in Slowakije had gepleegd. Hij werd later echter vrijgelaten en vluchtte vervolgens het land uit, wellicht naar Israël. Hij werd nooit berecht voor de gruweldaden bij Přerov.
Geen van de andere medeplichtigen voor dit bloedbad is ooit voor de rechtbank gestraft. Niettemin ontsnapten de andere moordenaars niet smetteloos. Ze kwamen uit hetzelfde gebied als hun slachtoffers en konden hun deelname niet verbergen door de ophef rond het hele proces. Volgens Pavol Molnár -een van de weinige overlevenden van het bloedbad- moesten de moordenaars van Přerov de diepe minachting van hun buren onder ogen zien. Sommigen verhuisden, anderen kregen te maken met ongewenste opmerkingen en minachting tot het einde van hun leven.

## Heugenis

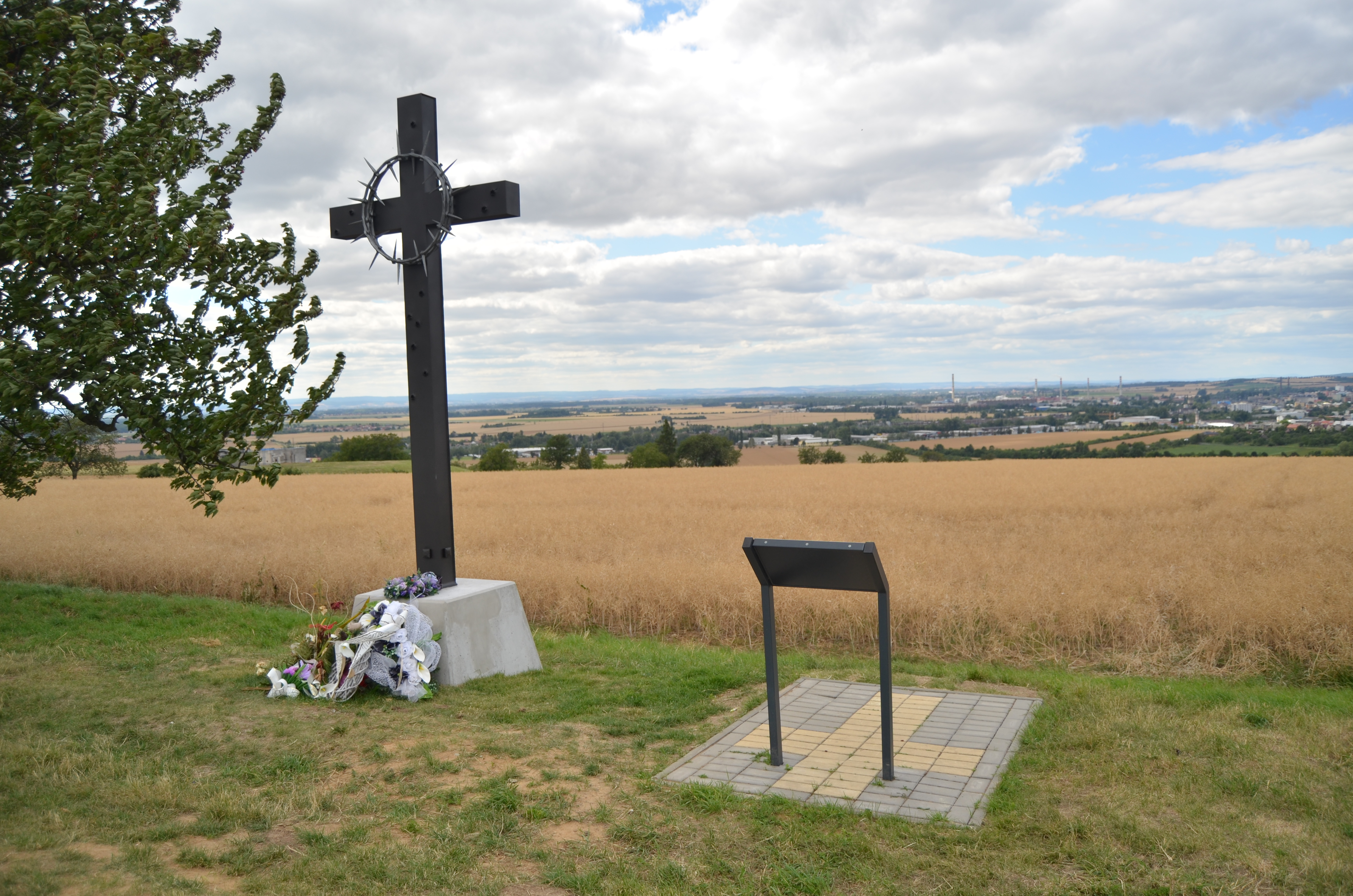
Herdenkingsmonument in Přerov, gemaakt werd door artistieke smid: Jiří Jurda.

Tijdens het communistische bestuur werd aan het bloedbad weinig ruchtbaarheid gegeven. Pas na de Fluwelen Revolutie begon het weer onder de aandacht van het grote publiek te komen.
De directeur van het Comenius Museum in Přerov, František Hýbl, wijdde een groot deel van zijn leven aan het verzamelen van materiaal en getuigenissen over de tragedie. In 1995 publiceerde hij hierover een gedetailleerd boek.
Zowel Tsjechen, Hongaren als Slowaken maakten documentaires over de gebeurtenis. De memoires van generaal Anton Rašla, de militaire aanklager, die enorme inspanningen had geleverd om Pazúr voor de rechter te brengen, zijn een bron van informatie.

## Monument
Op zondag 17 juni 2018 werd in Přerov een herdenkingsmonument onthuld dat gemaakt werd door artistieke smid: Jiří Jurda.
Dit monument bestaat uit een metalen kruis met een hoogte van 4 meter, doorboord met denkbeeldige kogelgaten als symbool voor de executie.
Het kruis is versierd met een doornenkroon die het lijden symboliseert.